# Kup Srbije i Crne Gore u nogometu 2005./06.
Kup Srbije i Crne Gore u nogometu 2005./06. bila je četrnaesta i posljednja sezona nacionalnog kupa SCG (od 27. travnja 1992. do 4. veljače 2003. bila je poznata kao SRJ).
Branitelj naslova bio je Železnik, koji se u lipnju 2005. spojio s Voždovcem.
Pobjednik je bila Crvena zvezda koja je osvojila svoj dvadeset i prvi naslov (12 Kupova maršala Tita, 9 Kupova SCG).
Budući da je Crvena zvezda osvojila prvenstvo i kup, plasman u Kup UEFA 2006./07. stekao je poraženi finalist, OFK Beograd.
Nakon referenduma 21. svibnja 2006. i proglašenja neovisnosti Crne Gore (3. lipnja) i Srbije (4. lipnja), prestaje postojati i Nogometni savez Srbije i Crne Gore, a s njim i Prva liga SCG i Kup SCG. (druge lige su već bile podijeljene od 2004., niže od 1992.). U Srbiji su nastali Srbijanski nogometni savez,  Superliga i Kup Srbije, a u Crnoj Gori Crnogorski nogometni savez, Prva crnogorska nogometna liga i Crnogorskim kupom.

## Pravila
Ako utakmica završi neriješeno u regularnom vremenu, produžeci se igraju dva puta po 15 minuta. Ako rezultat ostane izjednačen i nakon produžetaka, igrat će se kaznenih udaraca, pobjednik će biti odlučen izvođenjem kaznenih udaraca.

## Sudionici
16 članova Prve lige SCG 2004./05. direktno su se kvalificirali. Ostalih 16 ekipa (u žutom) plasiralo se kroz lokalne kupove.
| Rang         | Vojvodina                                     | Središnja Srbija | Kosovo       | Crna Gora                                      |
| ------------ | --------------------------------------------- | --- | ------------ | ---------------------------------------------- |
| 1. rang      | - Budućnost B. Dvor - Hajduk Kula - Vojvodina | - OFK Beograd - Borac Čačak - Crvena zvezda - Javor Ivanjica - Obilić Beograd - Partizan - Rad Beograd - Smederevo - Voždovac Beograd - Zemun |              | - Budućnost Podgorica - Zeta Golubovci         |
| 2. rang      | - Mladost Apatin - PSK Pančevo                | - Čukarički Beograd - Mačva Šabac - Radnički Niš - Vlasina Vlasotince                                                                         |              | - Sutjeska Nikšić                              |
| 3. rang      | - Radnički Sombor                             | - Hajduk Beograd - Kolubara Lazarevac - Mladost Lučani - Radnički Beograd - Takovo Gornji Milanovac - Timok Zaječar                           |              | - Crvena stijena Podgorica - Mladost Podgorica |
| Niži rangovi |                                               | | - Mokra Gora |                                                |

## Šesnaestina završnice
| Domaći sastav           |   | Gostujući sastav    | Rezultat       | Napomena            |
| ----------------------- | - | ------------------- | -------------- | ------------------- |
| Mladost Podgorica       | – | Voždovac            | 2:0            | 20. rujna 2005.     |
| Zemun                   | – | Budućnost B. Dvor   | 1:0            | 21. rujna 2005.     |
| Partizan                | – | Javor               | 2:0            | 21. rujna 2005.     |
| Rad                     | – | Čukarički           | 2:1            | 21. rujna 2005.     |
| Mladost Apatin          | – | Obilić              | 0:1            | 21. rujna 2005.     |
| PSK Pančevo             | – | Hajduk Kula         | 0:1            | 21. rujna 2005.     |
| Vlasina                 | – | Budućnost Podgorica | 1:0            | 21. rujna 2005.     |
| Mladost Lučani          | – | Smederevo           | 0:0 (6:7 pen.) | 21. rujna 2005.     |
| Crvena stijena          | – | Vojvodina           | 2:0            | 21. rujna 2005.     |
| Kolubara                | – | Borac Čačak         | 0:0 (3:2 pen.) | 21. rujna 2005.     |
| Sutjeska                | – | Mačva               | 1:0            | 21. rujna 2005.     |
| Hajduk Beograd          | – | Radnički Niš        | 0:0 (3:5 pen.) | 21. rujna 2005.     |
| Timok                   | – | Radnički Beograd    | 2:0            | 21. rujna 2005.     |
| Mokra Gora              | – | OFK Beograd         | 0:3            | 27. rujna 2005.     |
| Radnički Sombor         | – | Zeta                | 1:0            | 28. rujna 2005.     |
| Takovo Gornji Milanovac | – | Crvena zvezda       | 0:1            | 19. listopada 2005. |

## Osmina završnice
| Domaći sastav   |   | Gostujući sastav  | Rezultat 26. listopada 2005. |
| --------------- | - | ----------------- | ---------------------------- |
| OFK Beograd     | – | Obilić            | 2:1                          |
| Hajduk Kula     | – | Sutjeska          | 2:0                          |
| Radnički Niš    | – | Zemun             | 0:0 (3:1 pen.)               |
| Vlasina         | – | Rad               | 2:0                          |
| Partizan        | – | Timok             | 1:1 (4:5 pen.)               |
| Crvena zvezda   | – | Mladost Podgorica | 2:1                          |
| Smederevo       | – | Crvena stijena    | 4:0                          |
| Radnički Sombor | – | Kolubara          | 0:1                          |

## Četvrtzavršnica
| Domaći sastav |   | Gostujući sastav | Rezultat 7. prosinca 2005. |
| ------------- | - | ---------------- | -------------------------- |
| Crvena zvezda | – | Smederevo        | 2:0                        |
| OFK Beograd   | – | Hajuk Kula       | 1:0                        |
| Radnički Niš  | – | Timok            | 2:0                        |
| Kolubara      | – | Vlasina          | 0:0 (5:4 pen.)             |

## Poluzavršnica
| Domaći sastav |   | Gostujući sastav | Rezultat | Napomena          |
| ------------- | - | ---------------- | -------- | ----------------- |
| Radnički Niš  | – | Crvena zvezda    | 0:5      | 11. travnja 2006. |
| OFK Beograd   | – | Kolubara         | 4:1      | 12. travnja 2006. |

## Završnica
Nogometaši Crvene zvezde po 21. put u povijesti osvojili su trofej nacionalnog kupa. U finalu, na stadionu Partizana, Zvezda je nakon produžetaka pobijedila OFK Beograd rezultatom 4:2.

U regularnom toku bilo je 2:2, a OFK je do 20 minuta prije kraja vodio 2:0. Zvezda je osvojila devetu duplu krunu u domaćem nogometu, a zahvaljujući time OFK će igrati u Kupu UEFA.

Utakmica je odigrana po kiši, pred desetak tisuća gledatelja.

OFK je poveo već u 10. minuti utakmice golom Rakića koji je s 14 metara glavom pogodio u sam kut Ranđelovićevog gola. Prednost je povećao Milan Biševac u 61. minuti koji je nespretno reagirao iako nije bio pod pritiskom i s ruba šesnaesterca lobovao svog vratara.

Nadu Zvezdi u preokret daje Žigić, preciznim udarcem iz slobodnog udarca ispod živog zida u 67. minuti. Purović je izjednačio šest minuta kasnije, nakon ubačaja Đokića koji se odbio od stative.

U 11. minuti sudačke nadoknade Žigić glavom pogađa mrežu za prvu prednost Zvezde na utakmici, a konačan rezultat postavlja Bast dvije minute prije kraja.

Obje su momčadi cijelo drugo poluvrijeme i produžetke igrale s po deset igrača, jer su Aleksandar Kolarov i Dejan Milovanović u razmaku od stotinjak sekundi dobili drugi žuti karton.

Proslavu pobjede obilježio je bizaran detalj – Zvezdini igrači nosili su majice s natpisom "20 puta pobjednik Kupa", iako je klub s Maracane dvadeseti trofej u tom natjecanju osvojio još 2004. godine, u dvoboju s Budućnošću iz Banatskog Dvora.

| Prva momčad   |   | Druga momčad | Rezultat 10. svibnja 2006. |
| ------------- | - | ------------ | -------------------------- |
| Crvena zvezda | – | OFK Beograd  | 4:2 (prod.)                |

| 10. svibnja 2006.                     |             |                              |                                                                                         |
| Crvena zvezda                         | 4:2 (pr.)   | OFK Beograd                  | Stadion Partizana, Beograd Broj gledatelja: 10.757 Sudac: Milenko Vukadinović (Beograd) |
| Žigić 66' 101' Purović 73' Basta 117' | (izvještaj) | 10' Rakić 59' (aut.) Biševac | Stadion Partizana, Beograd Broj gledatelja: 10.757 Sudac: Milenko Vukadinović (Beograd) |

| Crvena zvezda | OFK Beograd |

|              |  |                    |      |       |
|              |  |                    |      |       |
| G            |  | Ivan Ranđelović    |      |       |
| B            |  | Dušan Basta        |      |       |
| B            |  | Milan Biševac      |      |       |
| B            |  | Milan Dudić        |      |       |
| B            |  | Aleksandar Luković |      |       |
| V            |  | Boško Janković     | 63'  |       |
| V            |  | Dejan Milovanović  |      | 45+1' |
| V            |  | Nenad Kovačević    |      |       |
| V            |  | Nenad Milijaš      |      |       |
| N            |  | Dušan Đokić        | 105' |       |
| V            |  | Nikola Žigić       | 120' |       |
| Izmjene:     |  |                    |      |       |
| V            |  | Milan Purović      | 63'  |       |
| B            |  | Nebojša Joksimović | 105' |       |
| B            |  | Bojan Miladinović  | 120' |       |
| Trener       |  |                    |      |       |
| Walter Zenga |  |                    |      |       |

|                     |  |                     |      |     |
|                     |  |                     |      |     |
| G                   |  | Bojan Šaranov       |      |     |
| B                   |  | Đorđe Ivelja        | 102' |     |
| B                   |  | Miloš Bajalica      |      |     |
| B                   |  | Slobodan Rajković   |      |     |
| B                   |  | Aleksandar Kolarov  |      | 42' |
| V                   |  | Ivan Petrović       |      |     |
| V                   |  | Dragan Stančić      |      |     |
| V                   |  | Dušan Petković      |      |     |
| V                   |  | Vladimir Božović    |      |     |
| N                   |  | Đorđe Rakić         | 67'  |     |
| N                   |  | Branko Baković      | 110' |     |
| Izmjene:            |  |                     |      |     |
| V                   |  | Aleksandar Simić    | 67'  |     |
| B                   |  | Zoran Šupić         | 102' |     |
| N                   |  | Andrija Kaluđerović | 110' |     |
| Trener:             |  |                     |      |     |
| Slobodan Krčmarević |  |                     |      |     |

## Poveznice
- Prva liga SCG 2005./06.
- Prva liga Srbije 2005./06.
- Prva crnogorska liga 2005./06.
- Kvalifikacije za Kup Srbije i Crne Gore 2005./06.

## Vanjske poveznice
- rsssf.org
- srpskistadioni.in.rs
- soccerway.com
- SISTEM TAKMIČENJA 2000.-2006.